# Torneo Nacional de Boxeo Playa Girón 2006
Das Torneo Nacional de Boxeo Playa Girón 2006 wurde vom 23. Januar bis zum 2. Februar 2006 in Bayamo ausgetragen und war die 45. Austragung der nationalen kubanischen Meisterschaften im Amateurboxen.

## Medaillengewinner
Die Meistertitel wurden in elf Gewichtsklassen vergeben.
| Gewichtsklasse                  | Gold                 | Silber               | Bronze                |
| ------------------------------- | -------------------- | -------------------- | --------------------- |
| Halbfliegengewicht (bis 48 kg)  | Yan Bartelemy        | Yampier Hernández    | Alexei Collado Acosta |
| Halbfliegengewicht (bis 48 kg)  | Yan Bartelemy        | Yampier Hernández    | Iran Pérez Prevot     |
| Fliegengewicht (bis 51 kg)      | Yoandri Salinas      | Andry Laffita        | Kadel Luis Martínez   |
| Fliegengewicht (bis 51 kg)      | Yoandri Salinas      | Andry Laffita        | Yunier Fabregas       |
| Bantamgewicht (bis 54 kg)       | Guillermo Rigondeaux | Idel Torriente       | Roniel Iglesias       |
| Bantamgewicht (bis 54 kg)       | Guillermo Rigondeaux | Idel Torriente       | Yankiel León          |
| Federgewicht (bis 57 kg)        | Yuriorkis Gamboa     | Luis Franco Vázquez  | Yordan Frometa        |
| Federgewicht (bis 57 kg)        | Yuriorkis Gamboa     | Luis Franco Vázquez  | Iván Oñate            |
| Leichtgewicht (bis 60 kg)       | Yordenis Ugás        | Michel Sarria Mendez | Hoandry Lomba         |
| Leichtgewicht (bis 60 kg)       | Yordenis Ugás        | Michel Sarria Mendez | Argelio Hernández     |
| Halbweltergewicht (bis 64 kg)   | Inocente Fiss        | Carlos Banteur       | Yoelkis Labaniño      |
| Halbweltergewicht (bis 64 kg)   | Inocente Fiss        | Carlos Banteur       | Orismidis Despaigne   |
| Weltergewicht (bis 69 kg)       | Erislandy Lara       | Yudel Johnson        | Grabiel Douglas       |
| Weltergewicht (bis 69 kg)       | Erislandy Lara       | Yudel Johnson        | Jorge Herrera         |
| Mittelgewicht (bis 75 kg)       | Yordanis Despaigne   | Emilio Correa Bayeux | Aldo Moreno Vargas    |
| Mittelgewicht (bis 75 kg)       | Yordanis Despaigne   | Emilio Correa Bayeux | Wiliam Ordaz          |
| Halbschwergewicht (bis 81 kg)   | Yusiel Nápoles       | Yuniel Dorticos      | Geoelquis Barrientos  |
| Halbschwergewicht (bis 81 kg)   | Yusiel Nápoles       | Yuniel Dorticos      | Yanier Lescay         |
| Schwergewicht (bis 91 kg)       | Luis Ortiz           | Isael Álvarez        | Glendys Hernández     |
| Schwergewicht (bis 91 kg)       | Luis Ortiz           | Isael Álvarez        | Reinier Hernández     |
| Superschwergewicht (über 91 kg) | Odlanier Solís       | Leonardo Enrich      | Michel López          |
| Superschwergewicht (über 91 kg) | Odlanier Solís       | Leonardo Enrich      | Osmay Acosta          |